# حلقه گمشده (فیلم ۱۹۸۰)
حلقه گمشده (به فرانسوی: Le Chaînon manquant‎) یک انیمیشن کمدی-بزرگسال، محصول مشترک فرانسه و بلژیک در سال ۱۹۸۰ است. ژان پل والراونس مشهور به پیچا، نویسندگی و کارگردانی آن را بر عهده داشته است. این فیلم به اندازه‌ی فیلم پیشین پیچا تارزان: شرم جنگل موفق نبود، اما توانست در سال ۱۹۸۰ به جشنواره فیلم کن، راه یابد.

## خلاصه داستان
۱۹۶۳ سال پیش از میلاد مسیح، پس از آن‌که قبیله‌ای غارنشین به چگونگی رابطه جنسی پی بردند «اُ» متولد می‌شود. از آنجا که او متفاوت و پیشرفته‌تر از اقوام بیگانه هراس نئاندرتال خود بود، بلافاصله بعد از تولد از غار اخراج می‌شود. ایگوآ یک برانتوسور جوان و تنها، با هدف حمایت و مراقبت از «اُ» با وی دوست می‌شود. اُ با دایناسورهای دیگر بزرگ شده و با آنها رفاقت می‌کند، اما هنگامی که پی می‌برد دایناسور نیست؛ تصمیم می‌گیرد مسیر خود را در زندگی پیدا کند و با ناراحتی دوستی خود را با ایگوآ قطع می‌کند. ایگوآ که در صدد است دوستی خود را با «اُ» ادامه دهد برای پیدا کردنش راهی می‌شود تا او را که در دنیای ماقبل تاریخ و حتی در عصر یخبندان سرگردان و در تلاش برای بقا است، پیدا کند. اُ که در بایای روزگار، مخترع آتش و پاره‌ای امور مهم دیگر است دلباخته گربه‌ای انسان‌نما می‌گردد و سرانجام به یک مرد رنسانس واقعی تبدیل می‌شود.
در یکی از ماجراهایش با قبیله‌ی خود برخورد کرده و به رغم تمام مسائل گذشته از دیدن آنها خشنود می‌شود. اما متأسفانه هنگامی که می‌خواهد دانش و طرز تفکر مترقی خود را با آنها به اشتراک بگذارد قبیله‌ی او به رهبری برادر خنگ بدویش، از این آموزه‌ها برای کشتار جمعی استفاده می‌کنند.

## بازیگران
| شخصیت    | زبان اصلی                                      | دوبلهٔ انگلیسی                      |
| -------- | ---------------------------------------------- | ---------------------------------- |
| اُ        | ریچارد داربوآس                                 | ران ونبل                           |
| ایگوا    | ژرژ امینل                                      | جان گراهام                         |
| کروک     | راجر کارل                                      | باب کالیبان                        |
| نو لوب‌ها | جاکوس فریر ویلیام ساباتایر ژرژ امینل راجر کارل | کریستوفر گستکلارک وارن باب کالیبان |
| اژدها    | فیلیپ نیکو                                     | بیل موری                           |
| راوی     | ژاک داکمین                                     | مارک ای اسمیت                      |

## توسعه
به دلیل موفقیت چشمگیر فیلم تارزون: شرم جنگل (۱۹۷۵)، پیچا تشویق شد به موضوع دیگری بپردازد. داروین و نظریه تکامل او بلندپروازانه‌تر از فیلم قبلی که تولیدش از سال ۱۹۷۷ تا ۱۹۷۹ به‌طول انجامید. انیمیشن در بلژیک، نیویورک، فرانسه و لندن فیلمبرداری شد. با وجود پیشرفت‌های غیرقابل انکار، فیلم یک ناامیدی انتقادی و تجاری بود.
نسخه اصلی خارجی زبان، به قدری مستهجن بود که هنگام اکران فیلم در ایالات متحده، دیالوگ‌ها باید بازنویسی می‌شدند تا از رده‌بندی X جلوگیری شود.

## رسانه خانگی
در ۲۸ ژوئیه ۱۹۹۹، یک نسخه‌ی دی وی دی در فرانسه منتشر شد که شامل دوبله فرانسوی و انگلیسی، تریلر تئاتر فرانسوی، فیلم‌شناسی کامل کارگردان و ۲ نقد فیلم بود. در سال ۲۰۰۴، فورس ویدئو نسخه انگلیسی آن را در استرالیا بر روی دی وی دی منتشر کرد.

## راک قبل از میلاد
در سال ۱۹۸۴، یک دوبله آمریکایی به نام راک قبل از میلاد (به انگلیسی: B.C Rock) در سینماهای منتخب و ویدئوی خانگی توسط شرکت آلمی پیکچرز منتشر شد.
تغییرات عمده در فیلم، شامل دیالوگ‌های تازه نوشته‌ شده توسط پسران بامزه (والی و اشموک)، فیلم‌برداری مجدد، صداهای مختلف، موسیقی متفاوت، حذف راوی (و گفتن داستان توسط شخصیت اصلی) و جایگزینی تقریباً تمام آهنگ‌های نوشته و اجرا شده توسط لئو سایر با آهنگ‌های هنرمندان دیگر بود.
اگرچه چندین دی‌وی‌دی به صورت آنلاین در دسترس هستند، اما در حال حاضر هیچ برنامه‌ای برای انتشار نسخه‌ی دی‌وی‌دی رسمی فیلم وجود ندارد.